# Rodrigo Luciano de Abreu e Lima
Rodrigo Luciano Maia de Abreu e Lima foi um Governador Civil de Faro entre 1 de Julho de 1851 e 29 de Julho de 1851.